# Рат и мир (ТВ серија из 2016)
Рат и мир (енгл. War and Peace) је британска мини-серија из шест епизода рађена на основу истоименог романа Лава Толстоја. Прва епизода је премијерно приказана 3. јануара 2016, а последња 7. фебруара исте године на каналу Би-Би-Си један. Серија је наишла на позитиван пријем код британских телевизијских критичара. Заплет се темељи на приказу сложених односа између низа измаштаних припадника руске аристократије за време Наполеонових ратова на почетку 19. века. Ово је шеста играна дугометражна адаптација Толстојевог класика.

## Улоге
| Глумац            | Улога              |
| ----------------- | ------------------ |
| Пол Дејно         | Пјер Безухов       |
| Лили Џејмс        | Наташа Ростова     |
| Џејмс Нортон      | Андреј Болконски   |
| Џеси Бакли        | Марија Болконска   |
| Ешлинг Лофтус     | Соња Ростова       |
| Џек Лоуден        | Николај Ростов     |
| Том Берк          | Феђа Долохов       |
| Тапенс Мидлтон    | Хелена Курагина    |
| Калум Тарнер      | Анатол Курагин     |
| Брајан Кокс       | Михаил Кутузов     |
| Џилијан Андерсон  | Ана Павловна Шерер |
| Кен Стот          | Осип Баздејев      |
| Џим Бродбент      | Николај Болконски  |
| Метје Касовиц     | Наполеон Бонапарта |
| Адријан Едмондсон | Иља Ростов         |